# NGC 5222-2
NGC 5222-2 este o galaxie situată în constelația Fecioara. A fost descoperită în  de către .